# Baldwinella
Baldwinella là một chi cá biển thuộc phân họ Anthiadinae nằm trong họ Cá mú. Chi này bao gồm 2 loài, đều có phạm vi phân bố ở vùng biển Tây Đại Tây Dương.

## Các loài
Hai loài được công nhận trong chi này là:
- Baldwinella aureorubens (Longley, 1935)
- Baldwinella vivanus (Jordan & Swain, 1885)